# De aanbidding door de wijzen in de sneeuw

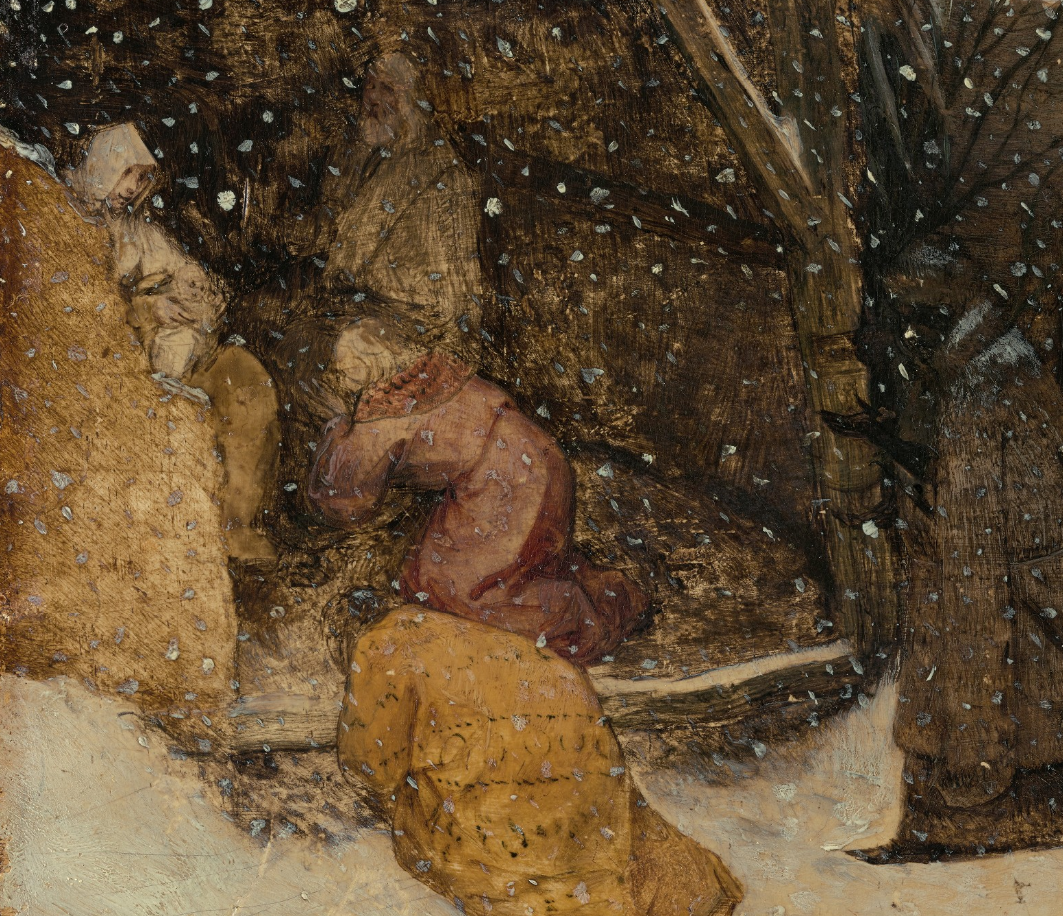
De eigenlijke aanbidding

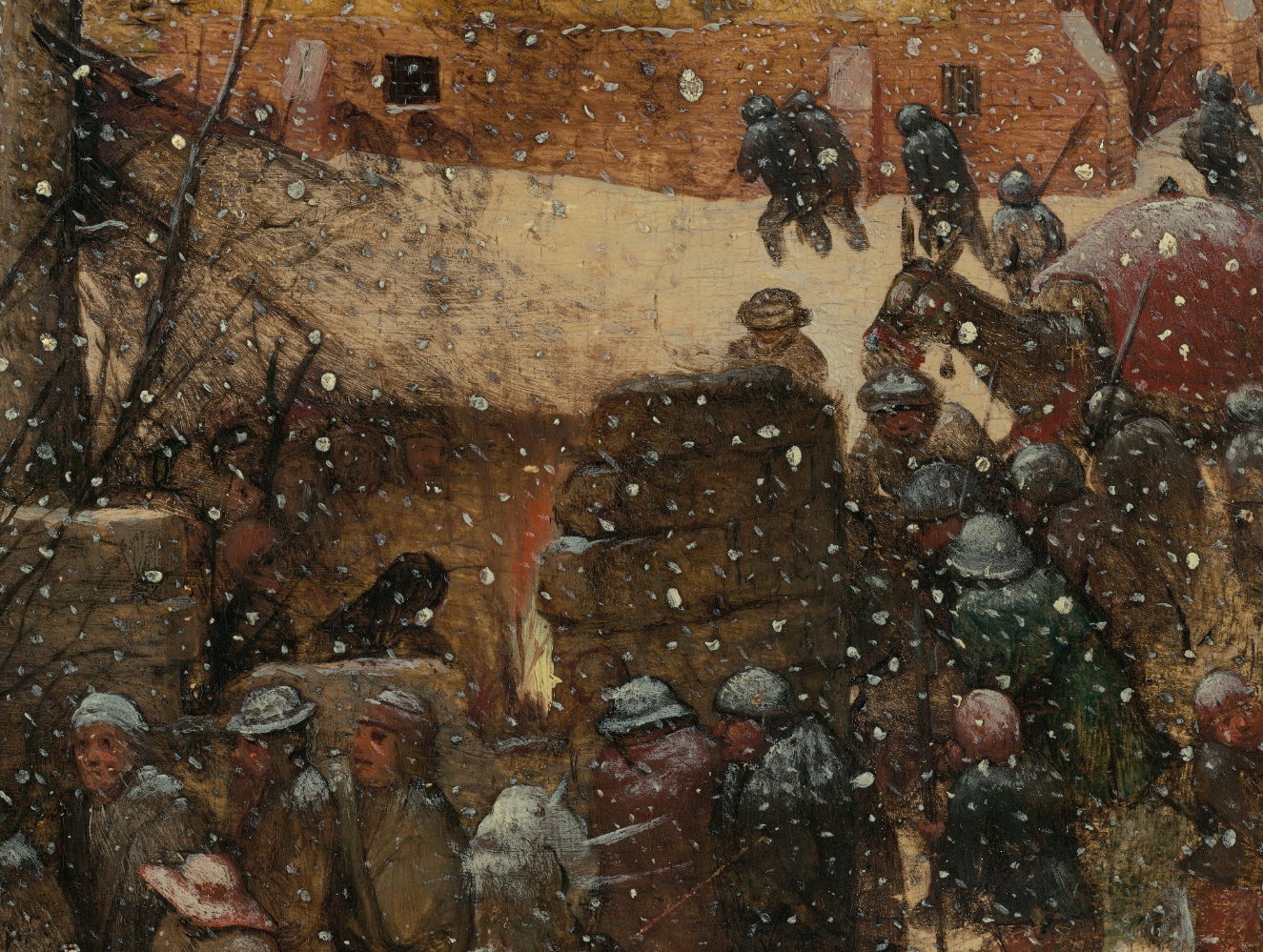
Mannen rond het vuur en beladen muildier

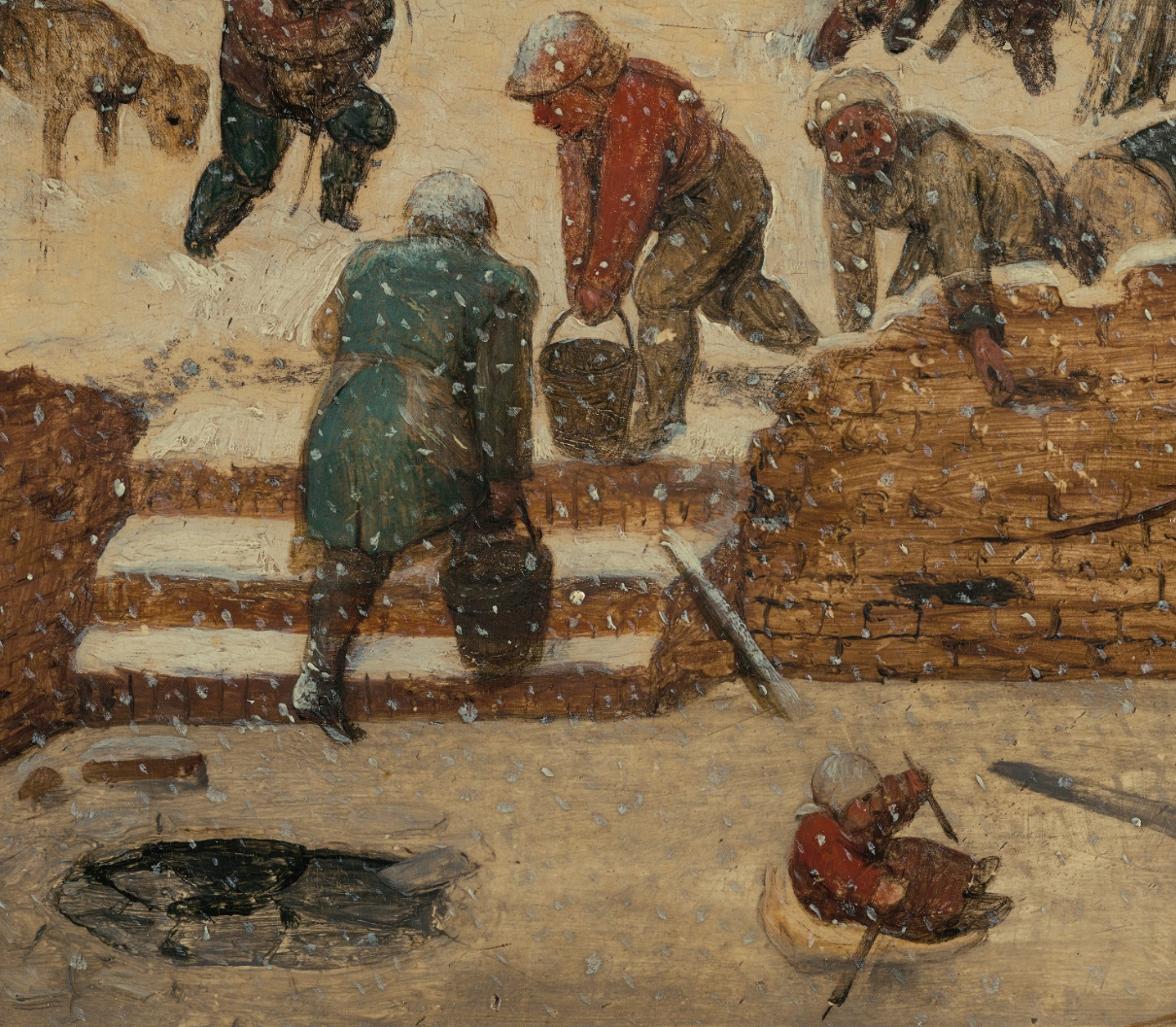
Het sleeënde kind bij het wak

De aanbidding door de wijzen in de sneeuw is een schilderij van Pieter Bruegel de Oude uit 1563. Het kleine paneel, een van zijn vijf wintertaferelen, is te zien in het museum Sammlung Oskar Reinhart 'Am Römerholz' in de Zwitserse stad Winterthur. Het behoort tot Bruegels meest innovatieve werk, onder meer omdat het afbeelden van neerdwarrelende sneeuw een primeur was in de Europese kunst. De signatuur · M · D · LXIII / BRVEGEL is enigszins afgesleten.

## Voorstelling
We zien de aanbidding der wijzen zoals vermeld in Matteüs 2:1-12 en aangevuld in de 16e-eeuwse geest met tal van associaties. Uit het oosten zijn drie wijzen gekomen om het pasgeboren Jezuskind te eren met geschenken. Door een poort beweegt hun gevolg zich naar de gammele stal linksonder waar Maria is bevallen. De dienaren en soldaten voeren hoog bepakte muildieren mee. Allen zijn ze besneeuwd. Twee koningen zijn knielend afgebeeld, achter hen staat de derde, Balthasar, met zijn geschenk. Met een moederlijke glimlach toont Maria het kind op haar schoot. Jozef gaat haast op in de muur waartegen hij zit.
Doordat de kribbe ontroerend discreet is weggestopt, wordt het dagelijks leven in het winterse Brabantse dorp bijna het hoofdonderwerp. Bruegel is op weg naar het zelfstandige genrestuk. Het is begin januari, de bomen zijn kaal en de rivier is volledig bevroren. Vanop de brug test een man de stevigheid van het ijs met een balk. Anderen zijn bezig met een gevelde boom. Op de oever roept een moeder naar haar kleuter op een prikslee, want het wak is vlakbij. Uit dat wak wordt water gehaald door mannen met emmers. Het vervallen kasteel rechts, met de dubbele boogramen, is wat groot uitgevallen voor een dorp. Het symboliseert het heidendom of het Oude Verbond dat plaats ruimt voor iets nieuws. Onder een schuin afdak dat tegen het kasteel is gebouwd, verwarmt iemand zich aan het vuur. Een ander groepje verdringt zich aan een vuur naast de stal. Opvallend wel dat Bruegel de kerststal plaatst rechtover een bordeel. Het aanpalend huisje aan de ruïne heeft in de nok een uitstekende staak waar een pot aanhangt. Een typisch 'uithangbord' van een huis van ontucht.

## Analyse
Dit is de tweede van de drie Aanbiddingen die van Bruegel bewaard zijn. Rond 1556 had hij het thema voor het eerst behandeld in de Brusselse Aanbidding, een van zijn weinige overgebleven werken op doek. De centrale groep van die compositie nam hij in 1564 in aangepaste vorm over van de Londense Aanbidding, de enige op groot formaat. Tussendoor schilderde hij dus nog een geheel andere compositie. Winterthur is de enige versie waar het sneeuwt. De fascinatie van Bruegel voor sneeuw wordt in verband gebracht met de strenge winters die de Kleine IJstijd in die periode veroorzaakte.
Het religieuze tafereel is verbannen naar een uithoek van het schilderij, waarmee Bruegel bijdroeg aan de secularisering van de schilderkunst. Toch is er geen sprake van onverschilligheid of spot tegenover het goddelijke. Zoals op de Volkstelling te Bethlehem beseft het verkleumde volk simpelweg niet welke gunst zich in zijn midden afspeelt.

## Stijl en compositie
Het schilderij is gemaakt met de losse penseeltoets die Bruegel zich vooral op kleiner formaat permitteerde. Met zuinige stroken zette hij gestalten neer, schetsmatig maar in houding expressief en in volume geloofwaardig. Het textuurverschil tussen de ongerepte en de belopen sneeuw is feilloos getroffen. Maar het meest nog is de betoverende dans van de sneeuwvlokken bewonderd. In de woorden van Marijnissen: "Schilders die het ooit probeerden weten best dat ze geen sneeuw schilderden maar hun schilderij met witte vlekken verknoeiden". Wat Bruegel deed was ongezien: met losse hand bedekte hij het afgewerkte paneel onder sneeuwvlokken die in hun frisse directheid ook verschillende eeuwen later hun plaats zouden hebben. Voor hem was er enkel de striemsneeuw op een 14e-eeuwse muurschildering van Ambrogio Lorenzetti, de gelijkmatige stipjes van Masolino da Panicale en wat symbolische vlokken op een miniatuur.
De besneeuwde plank die tegen het kasteel leunt en de balk waarmee iemand het ijs beproeft, vormen een rechte hoek die de compositie ritme geeft. De hoofdstructuur is de donkere diagonaal van de mensenoptocht, in evenwicht gebracht door de verticaliteit van de bomen.

## Replieken

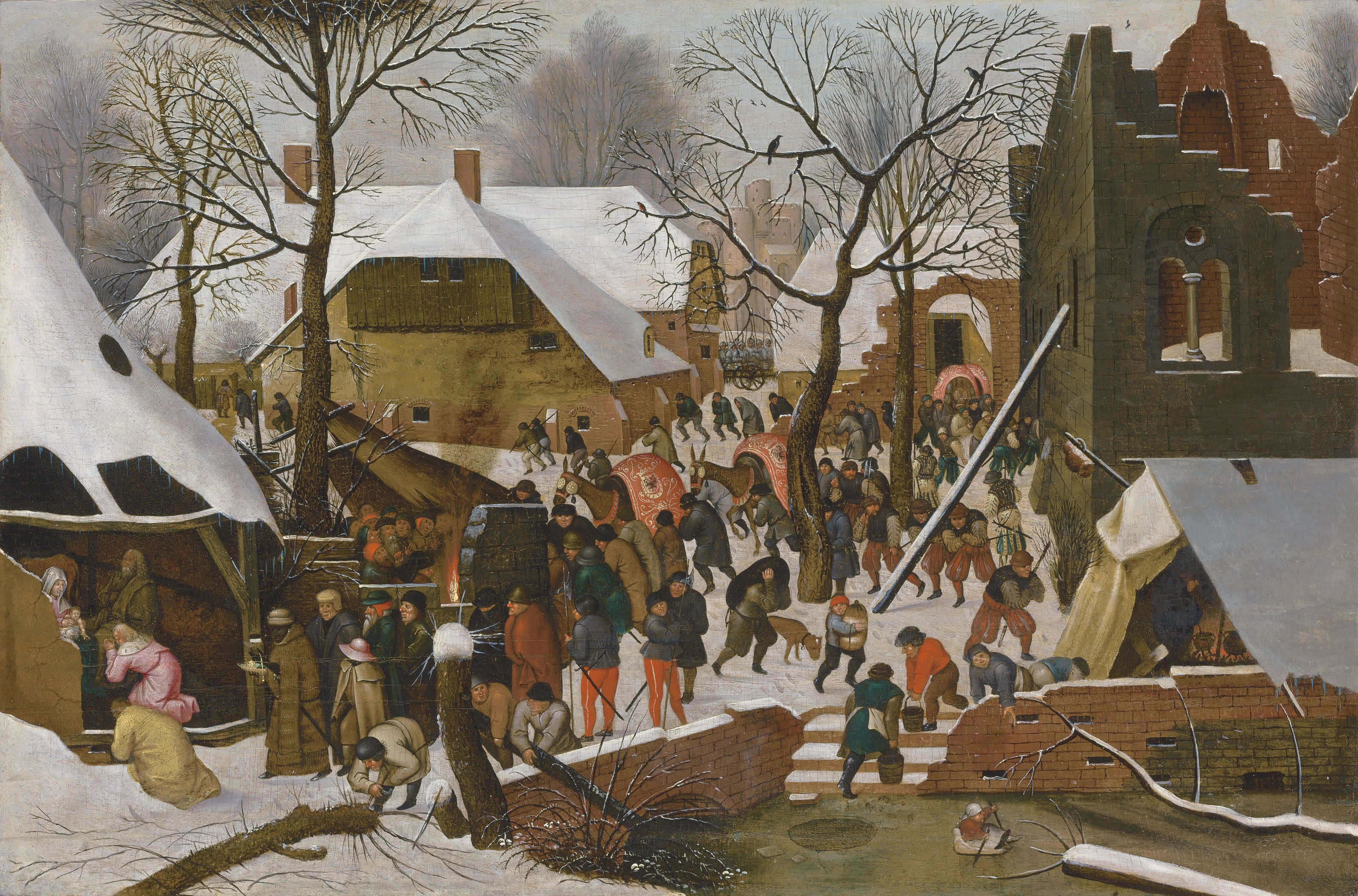
Repliek door Pieter Bruegel de Jonge uit een privécollectie

Het werk moet tijdgenoten enorm hebben aangesproken. Er zijn 36 replieken van gerepertorieerd, waarvan een 25 uit het atelier van Pieter Bruegel de Jonge. Na Winterlandschap met vogelknip was het daarmee zijn populairste werk. Verbazend is dat de meeste replieken de vallende sneeuwvlokken weglaten, mogelijk omdat ze gemaakt zijn naar werktekeningen waarop dit niet voorkwam. Fraaie kopieën zijn te vinden in het Oldmasters Museum van Brussel, het KMSKA te Antwerpen, het Rijksmuseum Amsterdam, de Russische Kunstacademie van Sint-Petersburg, de Nationale Galerij van Praag en het Museo Correr in Venetië.

## Provenance
De eerste documentatie over het werk vinden we in 1696 in de nalatenschap van de Duits-Franse kunstverzamelaar Eberhard Jabach. Via graaf Johann Moritz von Saurma en de Berlijnse kunsthandel van Paul Cassirer kwam het in 1930 in het bezit van Oskar Reinhart.

## Voetnoten
1. ↑  Traditioneel werd een vervallen heidense tempel afgebeeld. Bruegel maakt er een kasteel van (zelfs twee) en verwees daarmee misschien naar de paleizen van koning David.
2. ↑  Oxford, Bodleian Library, ms. Douce 135

Landschap met de parabel van de zaaier (1557) · Wie een varken is, moet in het kot (1557) · Twaalf spreekwoorden (1558) · De spreekwoorden (1559) ·  De strijd tussen Vasten en Vastenavond (1559) · De kinderspelen (1560) · De zelfmoord van Saul (1562) · Twee aapjes (1562) · De val der opstandige engelen (1562) · De triomf van de dood (ca. 1562) · Dulle Griet (1563) · De vlucht naar Egypte (1563) · Gezicht op de baai van Napels (ca. 1563) · De bouw van de toren van Babel (1563) · De aanbidding door de wijzen in de sneeuw (1563) · De kruisdraging (1564) · De aanbidding door de wijzen (1564) · De ontslaping van Maria (ca. 1564) · Christus en de overspelige vrouw (1565) · De hooitijd (juni/juli) (1565) · De oogst (augustus/september) (1565) · De terugkeer van de kudde (oktober/november) (1565)  · Jagers in de sneeuw (december/januari) (1565) · De sombere dag (februari/maart) (1565) · Winterlandschap met schaatsers en vogelknip (1565) · De kindermoord te Bethlehem (ca. 1566) · De boerenbruiloftsdans (1566) · De volkstelling te Bethlehem (1566) · De prediking van Johannes de Doper (1566) · De Sint-Maartenswijn (1566-67) · Het Land van Kokanje (Luilekkerland) (1567) · De bekering van Paulus (1567) · Het bruiloftsmaal (ca. 1567) · De dorpskermis (ca. 1567) · De toren van Babel (ca. 1568?) · Drie soldaten (1568) · De nestrover (1568) · De misantroop (1568) · De parabel van de blinden (1568) · Hoofd van een boerin (ca. 1568) · De kreupele bedelaars (1568) · De ekster op de galg (1568)
Landschap met de verschijning van Christus aan het meer van Tiberias (1553) · De aanbidding door de wijzen (ca. 1556) · De val van Icarus (ca. 1565)
De grote vissen eten de kleine · Zeeslag in de Straat van Messina